# 番組制作権争奪リアリティーショー クリエイターズファンディング
『番組制作権争奪リアリティーショー クリエイターズファンディング』（ばんぐみせいさくけんそうだつリアリティーショー クリエイターズファンディング）は、インターネットテレビ局AbemaTVのAbemaSPECIALチャンネルで2019年4月12日から配信されているバラエティ番組、リアリティーショー。経済産業省との合同企画として制作、配信される。

## 番組概要
世界に向けて発信できるヒットコンテンツを生み出すことを目指し、AbemaTVと経済産業省がタッグを組んだクリエイター発掘リアリティショー。「世界に発信できる」映像コンテンツであればドラマ、バラエティー、ドキュメンタリーなどジャンルは問わず企画を募集。書類選考など審査を通った9人の作品から最優秀作品を選出。優秀作品にはAbemaTVが配信を確約した上、300万円を出資。別途番組制作費も上乗せされる。9人には予告編製作費として30万円を進呈。
予告編審査では「企画自体が面白いかどうか＝企画力」、「映像を効果的に撮影、演出できているかどうか＝表現力」、「3分の予告が魅力的か＝構成力」の各10点満点×3人の90点満点で評価され、同点の場合は審査員により決選投票が行われる。
スタジオは映画館前をイメージしたセットで、各所に黒板を配置し映画にまつわる文言が手書きで書かれている。MC陣の前にはコーラの紙コップとポップコーンのイミテーションが置かれている。
本作は平成30年度「コンテンツ産業新展開強化事業 (我が国コンテンツの海外展開を図るための多様な資金調達手法に関する検証事業) 」の一環として制作される番組である。
制作映像に関しては予告編はすべて制作クリエイターに帰属。最優秀作品に選ばれた後の本編作品は選択制（制作クリエイター帰属の場合は1年間AbemaTV独占配信権を持つ。その期間中も二次利用可能）。このため審査員からファンディング向けではないと判断され、このまま（予告編を各社に）売り込んだほうがいいという提言がなされることもあった（クリエイターの一人、信太優人は番組配信後クラウドファンディングで資金を調達し、2019年11月に完成作を公開した）。また自らの資産、バックボーンを使い番組提供額以上の製作費を予告編にかけることも可能。
2019年5月で最終回となるが、今回が第1回となることが明かされ、今後も継続されることが明かされた。

## 出演者
- MC：設楽統(バナナマン)
- 見届け人：小沢一敬(スピードワゴン)[注 1]
- 見届け人：鈴木奈々
- 審査員：山崎貴(監督)
- 審査員：石井朋彦(プロデューサー)
- 審査員：旺季志ずか(脚本家)
- 最終審査員：藤田晋

## クリエイターと作品
- 森峻介（構成作家） - 『ドローン恋物語』[7]
- 細見佑樹（コマ撮りアニメーター） - 『クラフト家の不思議な発明』[8]
- 福嶋賢治（映画助監督） - 『終末は狂っている』[9]
- 信太優人（芸人） - 『アダルトチルド』
- 真矢ジューン（LAプロデューサー） - 『MAYAJUNEのThe Dream』[10]
- 貴田明日香（映画監督） - 『受け入れて』[11]
- 細田謙二（AD） - 『21世紀が描く、22世紀の物語』[12]
- 清水佳代子（シミズオクト副社長） - 『お母さん、死んでよ』[13]
- 徳永楓実奈（素人） - 『素人×起業!?～女子高専生一人でなにができんの～』[14]

## スタッフ
- ナレーション：生天目仁美
- 制作：AbemaTV